# Дёмкин, Александр Самуилович
Александр Самуилович Дёмкин (1913—1942) — красноармеец Рабоче-крестьянской Красной Армии, участник советско-финской войны, партизан Великой Отечественной войны, Герой Советского Союза (1940).

## Биография
Александр Дёмкин родился 11 сентября 1913 года в деревне Белавино Дорогобужского уезда в семье крестьянина.
Получил начальное образование, работал бригадиром в колхозе. В 1939 году Дёмкин был призван на службу в Рабоче-крестьянскую Красную Армию. Отличился во время советско-финской войны, будучи пулемётчиком 756-го стрелкового полка 150-й стрелковой дивизии 13-й армии Северо-Западного фронта. В 1940 году вступил в ВКП(б).
В ночь с 11 на 12 февраля 1940 года Дёмкин участвовал в отражении финской контратаки. В бою получил ранение, но поля боя не покинул, продолжал сражаться, уничтожив около взвода вражеских солдат и офицеров.
Указом Президиума Верховного Совета СССР от 7 апреля 1940 года за «образцовое выполнение боевых заданий командования и проявленные при этом мужество и героизм» красноармеец Александр Дёмкин был удостоен высокого звания Героя Советского Союза с вручением ордена Ленина и медали «Золотая Звезда» за номером 130.
После окончания войны Дёмкин был демобилизован и вернулся на родину. Работал в Сафоновской райпотребкооперации, избирался депутатом (от Смоленской области, с 19.1.1941) Совета Союза Верховного Совета СССР 1-го созыва.
Во время Великой Отечественной войны участвовал в партизанском движении на территории Смоленской области. Был захвачен оккупационными войсками и в 1942 году погиб в Дорогобуже.
Был также награждён рядом медалей.

## Память
- В Белавино установлен обелиск в память о Дёмкине[3].
- В РГАКФД имеются материалы, посвящённые Дёмкину[6].